# کروکوس
کروکوس (انگلیسی: Chrocus; ۱ ژانویهٔ ۰۲۶۰ – ۱ ژانویهٔ ۰۳۰۶) در اواخر قرن سوم تا اوایل قرن چهارم، رهبر آلامان‌ها‌ بود. در سال ۲۶۰، قیام آلامانی‌ها را علیه امپراتوری روم رهبری کرد، از لیم‌های ژرمن بالایی عبور کرد و تا کلرمون-فران و احتمالاً تا راونا پیشروی کرد. و او احتمالاً در فتح شهر مندی فرانسه توسط آلامان‌ها حضور داشته‌است.